# Rodrigo Sant'Anna
Rodrigo José Sant'Anna (Rio de Janeiro, 31 de março de 1981) é um ator, humorista, dublador e roteirista brasileiro, é mais conhecido por intepretar Dona Graça em Tô de Graça, Dona Isadir na sitcom A Sogra que te Pariu e também pelos diversos personagens no humorístico Zorra Total.

## Biografia e carreira
Rodrigo Sant'Anna foi criado na favela carioca Morro dos Macacos, em Vila Isabel, Zona Norte do Rio de Janeiro. Após se formar pela Casa das Artes de Laranjeiras, aos 24 anos, Rodrigo estreou, ao lado da atriz Thalita Carauta, o espetáculo Os Suburbanos, em que tanto dirigiu, escreveu e atuou. O espetáculo que atingiu o sucesso de crítica e público ficou cinco anos em cartaz.
Neste período, começou a fazer pequenas participações na Rede Globo. Em uma de suas aparições em A Diarista, Rodrigo chamou atenção de Renato Aragão, que então o convidou para fazer parte de A Turma do Didi, onde permaneceu no elenco durante 4 anos. No final de 2009, Maurício Sherman, diretor do Zorra Total, foi vê-lo no teatro e decidiu convidá-lo para o seu programa, onde permaneceu até o fim do primeiro ciclo.
Sant'Anna ficou nacionalmente famoso na pele do mulherengo Admilson, ex-namorado de Lady Kate, no quadro do Zorra Total. Mas estourou mesmo na pele da figura exótica e desbocada Valéria Vasques ao lado da amiga Janete (Thalita Carauta) no quadro Metrô Zorra Brazil, com o seu famoso bordão "Ai, como eu tô bandida". Em 2015, estreou a série Os Suburbanos, no canal Multishow. Além disso, participou de diversos filmes, dentre eles, Um Suburbano Sortudo, que se posicionou como um dos maiores públicos do cinema brasileiro em 2016.
Desde 2017 a 2022, também no canal Multishow, interpretou a protagonista Maria da Graça Xuxa Meneghel em Tô de Graça, uma mulher de família numa comunidade desfavorecida, com 14 filhos, tendo grande aceitação do público.
Em 2021, assinou com a Netflix para produzir produções originais, a primeira delas sendo a sitcom A Sogra que te Pariu, que estreou em 13 de abril de 2022. A série foi renovada e ganhou nova temporada em 2023. Em agosto, estrelou a sitcom Plantão sem Fim para o Multishow.
No dia 5 de abril de 2023, em suas redes sociais, Rodrigo anunciou o fim de seu contrato fixo com o Multishow, após 13 anos com o Grupo Globo por conta de um contrato exclusivo com a Netflix pelos próximos anos.
Em 2025, participou da 25ª edição do Big Brother Brasil com o quadro de humor Bombástico, com diversos personagens.

## Filmografia

### Televisão
| Ano       | Título                          | Personagem                                                           | Notas                                |
| --------- | ------------------------------- | -------------------------------------------------------------------- | ------------------------------------ |
| 2004      | A Diarista                      | Pinho                                                                | Episódio: "Ipanema, 500 Metros"      |
| 2005      | A Diarista                      | Severino                                                             | Episódio: "Aquele das Algemas"       |
| 2005      | América                         | PM Areias Carvalho                                                   | Episódios: "17 de junho–28 de julho" |
| 2005–2010 | A Turma do Didi                 | Dodô                                                                 |                                      |
| 2010–2015 | Zorra Total                     | Admilson / Valéria Vasques / Adelaide / Jurandir / Valéria Recheiene |                                      |
| 2015–2018 | Vídeo Show                      | Carol Paixão / Repórter                                              |                                      |
| 2015–2017 | Big Brother Brasil              | Vários personagens                                                   |                                      |
| 2015–2019 | Zorra                           | Vários personagens                                                   |                                      |
| 2015–2022 | Os Suburbanos                   | Jeferson de Souza dos Santos (Jeffinho)                              |                                      |
| 2015–2021 | Escolinha do Professor Raimundo | Seu Batista                                                          |                                      |
| 2015      | Mister Brau                     | Sandrinho                                                            | Episódio: "22 de maio"               |
| 2017–2018 | Treme Treme                     | Jeferson de Souza dos Santos (Jeffinho)                              |                                      |
| 2017–2025 | Tô de Graça                     | Maria da Graça Xuxa Meneghel dos Santos (Graça)                      |                                      |
| 2022      | Plantão sem Fim                 | Sassá / Dr. Agildo / Célia / Moisés                                  |                                      |
| 2022–2023 | A Sogra que te Pariu            | Dona Isadir Lage                                                     |                                      |
| 2024      | Ponto Final                     | Ivan Camargo da Penha                                                |                                      |
| 2025      | Big Brother Brasil              | Vários personagens                                                   | Quadro: "Bombástico"                 |
| 2025      | Show 60 Anos                    | Valéria Vasques                                                      | Especial dos 60 Anos da Globo        |
| 2025      | Batalha do Lip Sync             | Participante (vencedor)                                              | Temporada 4                          |

### Cinema
| Ano  | Título                           | Personagem                              |
| ---- | -------------------------------- | --------------------------------------- |
| 2012 | De Pernas pro Ar 2               | Garçom brasileiro                       |
| 2012 | Até que a Sorte Nos Separe       | Vander / Manochaco                      |
| 2013 | Até que a Sorte Nos Separe 2     | Vander / Manochaco                      |
| 2013 | A Esperança é a Última que Morre | Ramón                                   |
| 2014 | O Casamento de Gorete            | Gorete                                  |
| 2014 | A Noite da Virada                | Fumaça                                  |
| 2016 | Um Suburbano Sortudo             | Denílson dos Santos                     |
| 2021 | A Sogra Perfeita                 | Eddy                                    |
| 2022 | Rodrigo Sant'Anna: Cheguei       | Ele mesmo                               |
| 2022 | Os Suburbanos: O Filme           | Jeferson de Souza (Jefinho)             |
| 2024 | Tô de Graça – O Filme            | Maria da Graça Xuxa Meneghel dos Santos |

## Teatro
- Os Suburbanos (2005 - atual)
- Comício Gargalhada (2010 - atual)
- Shrek: O Musical: Burro (2012)
- Tô de Graça no Teatro (2018 - atual)

## Prêmios e indicações
| Ano  | Prêmio                                  | Categoria                     | Indicação               | Resultado |
| ---- | --------------------------------------- | ----------------------------- | ----------------------- | --------- |
| 2011 | Prêmio Extra de Televisão               | Revelação Masculina           | Zorra Total             | Indicado  |
| 2011 | Melhores do Ano                         | Comédia (com Thalita Carauta) | Zorra Total             | Venceu    |
| 2011 | Prêmio Master de Qualidade              | Ator Programa Humorístico     | Zorra Total             | Venceu    |
| 2011 | Melhores do Ano NaTelinha               | Melhor Humorista              | Zorra Total             | Venceu    |
| 2012 | Melhores do Ano                         | Comédia                       | Zorra Total             | Venceu    |
| 2012 | Meus Prêmios Nick                       | Personagem de TV              | Zorra Total             | Indicado  |
| 2014 | Melhores do Ano                         | Comédia                       | Zorra Total             | Indicado  |
| 2015 | Melhores do Ano                         | Comédia                       | Zorra Total             | Venceu    |
| 2016 | Grande Prêmio Risadaria Smiles do Humor | Melhor Criador de Personagem  | Um Suburbano Sortudo    | Indicado  |
| 2018 | Prêmio do Humor                         | Melhor Performance            | Tô de Graça             | Indicado  |
| 2023 | Festival Sesc Melhores Filmes           | Melhor Ator Nacional          | Os Suburbanos - O Filme | Pendente  |
| 2023 | Festival Sesc Melhores Filmes           | Melhor Filme Nacional         | Os Suburbanos - O Filme | Pendente  |
| 2023 | Festival Sesc Melhores Filmes           | Melhor Roteiro                | Os Suburbanos - O Filme | Pendente  |